# Боллар-Делеліс
«Фелікс Боллар» (фр. Stade Bollaert-Delelis) — багатофункціональний стадіон у місті Ланс. Вміщає 38 223 глядачів. На ньому свої домашні матчі проводить футбольний клуб «Ланс».

## Історія
Стадіон побудований в 1933 році. Стадіон названий на честь Фелікса Боллара, комерційного директора однієї з компаній міста, який сприяв розвитку спортивних клубів у місті. Будівництво почалося в 1931 році, сам Фелікс помер незадовго до інавгурації стадіону. Спортивна арена побудована в англійському стилі — трибуни розташовані впритул до поля. Стадіон з січня 2014 по грудень 2015 перебуває на реконструкції.
Турніри, які приймала арена в минулому:
- Чемпіонат Європи з футболу 1984
- Чемпіонат світу з футболу 1998
- Кубок світу з регбі 1999
- Кубок світу з регбі 2007
- Чемпіонат Європи з футболу 2016

Національна збірна Франції з футболу інколи проводить як товариські, так і відбіркові матчі на стадіоні.

## Матчі та турніри

### Чемпіонат Європи з футболу 1984
| Дата           | Збірна #1 | Рахунок | Збірна #2 | Раунд   |
| -------------- | --------- | ------- | --------- | ------- |
| 13 червня 1984 | Бельгія   | 2-0     | Югославія | Група A |
| 17 червня 1984 | ФРН       | 2-1     | Румунія   | Група B |

### Чемпіонат світу з футболу 1998
| Дата           | Збірна #1         | Рахунок | Збірна #2 | Раунд      |
| -------------- | ----------------- | ------- | --------- | ---------- |
| 12 червня 1998 | Саудівська Аравія | 0-1     | Данія     | Група C    |
| 14 червня 1998 | Ямайка            | 1-3     | Хорватія  | Група H    |
| 21 червня 1998 | Німеччина         | 2-2     | Югославія | Група F    |
| 24 червня 1998 | Іспанія           | 6-1     | Болгарія  | Група D    |
| 26 червня 1998 | Колумбія          | 0-2     | Англія    | Група G    |
| 28 червня 1998 | Франція           | 1-0     | Парагвай  | 1/8 фіналу |

### Кубок світу з регбі 1999
| Дата           | Збірна #1 | Рахунок | Збірна #2 | Раунд   |
| -------------- | --------- | ------- | --------- | ------- |
| 20 жовтня 1999 | Ірландія  | 24-28   | Аргентина | Плей-оф |

### Кубок світу з регбі 2007
| Дата            | Збірна #1 | Рахунок | Збірна #2 | Раунд   |
| --------------- | --------- | ------- | --------- | ------- |
| 08 вересня 2007 | Англія    | 28-10   | США       | Група A |
| 22 вересня 2007 | ПАР       | 30-25   | Тонга     | Група A |
| 26 вересня 2007 | Грузія    | 30-0    | Намібія   | Група D |

### Чемпіонат Європи з футболу 2016
На стадіоні відбулись 4 матчі Євро-2016: три на груповому етапі та один на стадії 1/8 фіналу.
| Дата           | Час (київський) | Господар | Результат | Гість      | Раунд      | Глядачі |
| -------------- | --------------- | -------- | --------- | ---------- | ---------- | ------- |
| 11 червня 2016 | 16:00           | Албанія  | 0–1       | Швейцарія  | Група A    | 33,805  |
| 16 червня 2016 | 16:00           | Англія   | 2–1       | Уельс      | Група B    | 34,033  |
| 21 червня 2016 | 22:00           | Чехія    | 0–2       | Туреччина  | Група D    | 32,836  |
| 25 червня 2016 | 22:00           | Хорватія | 0-1 (дч)  | Португалія | 1/8 фіналу | 33,523  |